# Transports dans la Loire-Atlantique
Le réseau de transport du département de la Loire-Atlantique est marqué par l'axe naturel est-ouest formé par l'estuaire de la Loire, et par la prééminence de la métropole de Nantes, autour de laquelle s'organisent les principales voies de communication.

## Transport routier

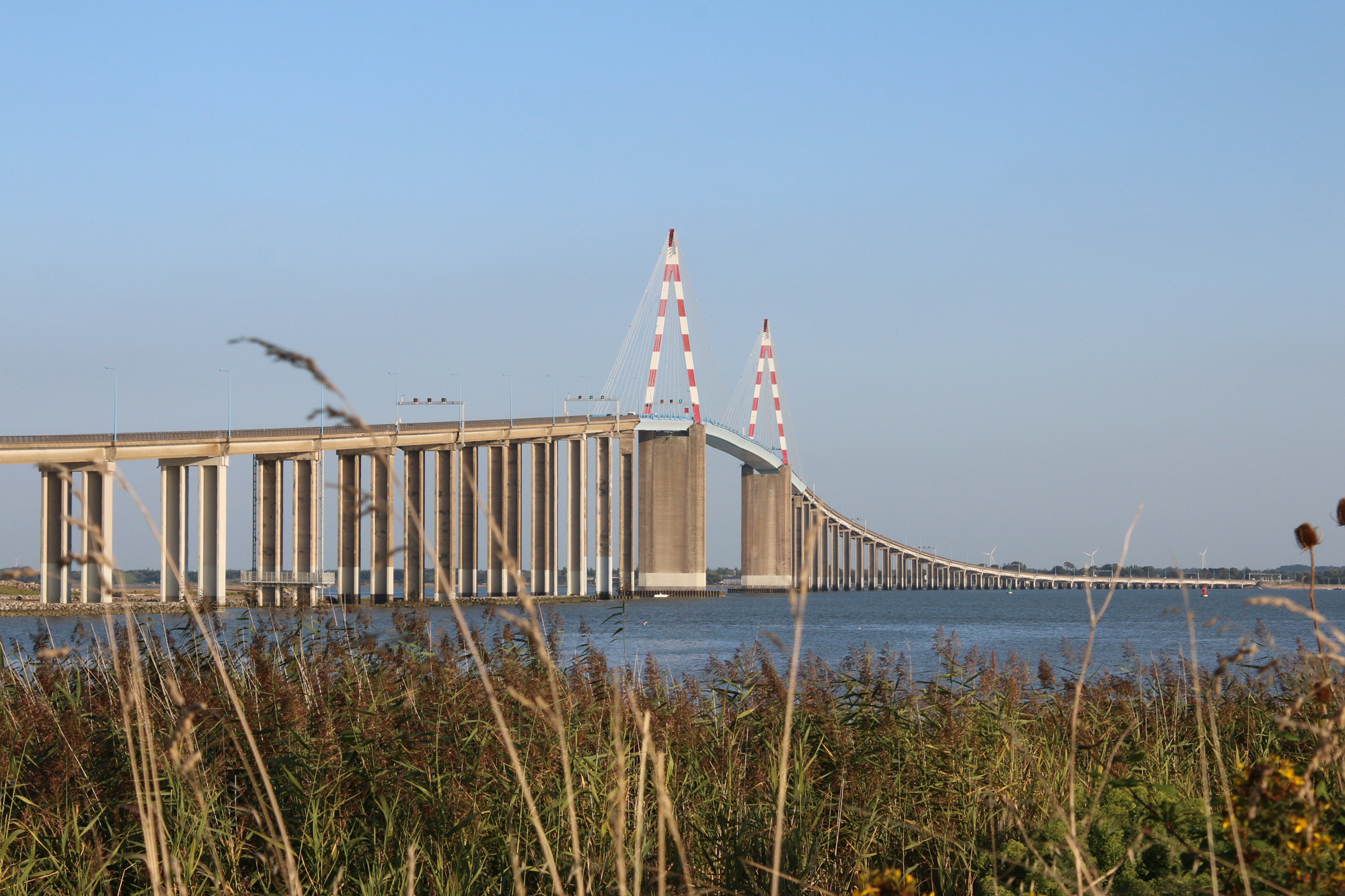
Le pont de Saint-Nazaire, le plus long pont de France.

### Infrastructures routières
L'agglomération de Nantes forme la limite entre la zone sans autoroutes constituée autour de la Bretagne et le reste du territoire. Quatre axes principaux rayonnent autour de Nantes : à l'est et au sud, les autoroutes A11 et A83, concédées et à péage, mènent respectivement à Angers et Paris et à Niort et Bordeaux, tandis qu'au nord et à l'ouest, les routes nationales N 137 et N 165, à 2x2 voies, conduisent respectivement à Rennes et à Vannes et Brest. De cette dernière se détache à Savenay la route nationale 171 vers Saint-Nazaire et la presqu'île de Guérande.
Le boulevard périphérique de Nantes permet de relier tous ces axes et d'assurer une partie des flux à l'intérieur de l'agglomération de Nantes.
D'importance régionale, la route nationale 249, doublement de la route nationale 149, a été aménagée à 2x2 voies jusqu'à Cholet et Bressuire et se prolonge jusqu' à Poitiers. Des axes de moindre importance conduisant vers la côte de Jade et la Vendée sont partiellement aménagés à 2x2 voies sur quelques dizaines de kilomètres autour de Nantes : la RD 723 vers Paimboeuf et Saint-Brevin-les-Pins, la RD 751 vers Pornic et la RD 178 / 117 vers Challans.
En-dehors de ces axes convergeant à Nantes, l'une des principales voies de circulation du département est celle longeant la côte (RD 274 / RD 213 / RD 13), qui franchit depuis 1975 le pont de Saint-Nazaire.

### Transport collectif de voyageurs
La Loire-Atlantique est desservi par le réseau régional de transport routier Aléop (anciennement Lila), qui exploite 39 lignes dans le département. Des gares routières sont présentes à Nantes et Saint-Nazaire.

### Covoiturage et autopartage
La région Pays de la Loire subventionne le covoiturage domicile-travail réalisé via des applications en ligne.

## Transport ferroviaire

### Historique

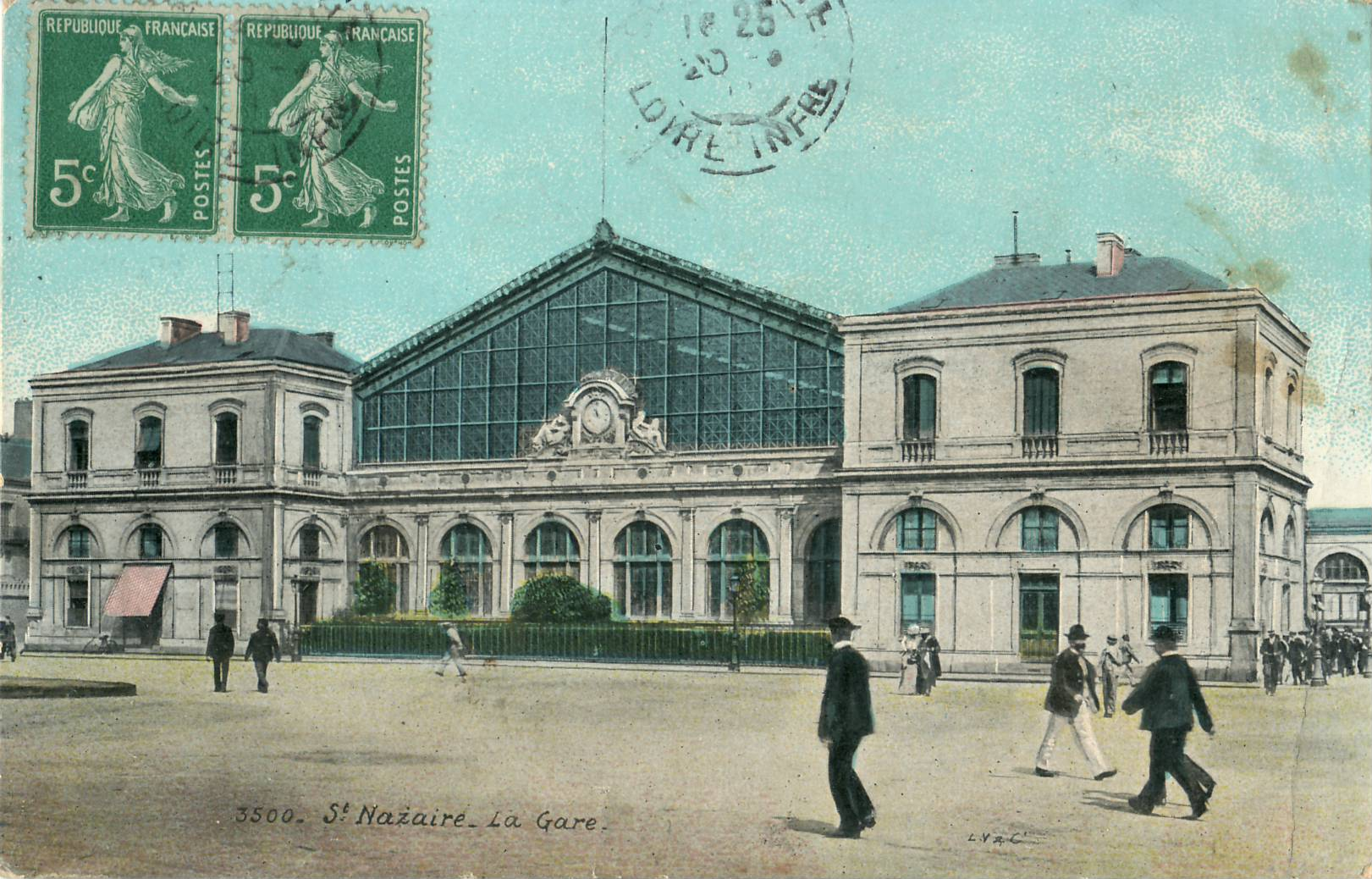
L'ancienne gare de Saint-Nazaire, en impasse et plus proche du centre-ville que la gare actuelle, au début du XXe siècle.

En 1851, la première ligne de chemin de fer du département relie Nantes à Angers, Tours et Paris-Orléans (devenue Paris-Austerlitz). En 1857, elle atteint Saint-Nazaire. Le réseau d’intérêt général du département a d'abord été développé par la Compagnie du chemin de fer de Paris à Orléans, puis par la Compagnie des chemins de fer nantais (achetée en 1878 par l’État et incorporée dans l'Administration des chemins de fer de l'État) et enfin par la Compagnie des chemins de fer de l'Ouest, d'où la coexistence à Nantes des gares d'Orléans (actuelle gare de Nantes) et de l’État. À la fin du XIXe siècle, le chemin de fer d’intérêt général permettait notamment d'atteindre Blain, Châteaubriant, Clisson, Le Croisic, Guérande, Paimboeuf, Pontchâteau, Pornic ou encore Saint-Mars-la-Jaille.
Sans politique globale d'équipement en chemins de fer d’intérêt local, la Loire-Atlantique a développé dans les années 1880-1890 deux petits réseaux à voie métrique isolés l'un de l'autre (la ligne de Châteaubriant à Erbray et extensions, et la ligne de Nantes à Legé et Rocheservière), avant d'être desservi au début du XXe siècle par les extensions des réseaux des départements voisins (Chemins de fer du Morbihan, Chemins de fer de l'Anjou et Tramways de la Vendée). A l'exception de la ligne du Pallet à Vallet sauvée par son écartement standard, toutes les lignes d'intérêt local du département, à écartement métrique, ont fermé avant la Seconde Guerre mondiale ou dans l'immédiat après-guerre.
|                                             |
| Le réseau ferroviaire à son apogée en 1932. |

|                                |
| Le réseau ferroviaire en 2020. |

|                                                    |
| Carte animée de l’évolution du réseau ferroviaire. |

### Situation actuelle

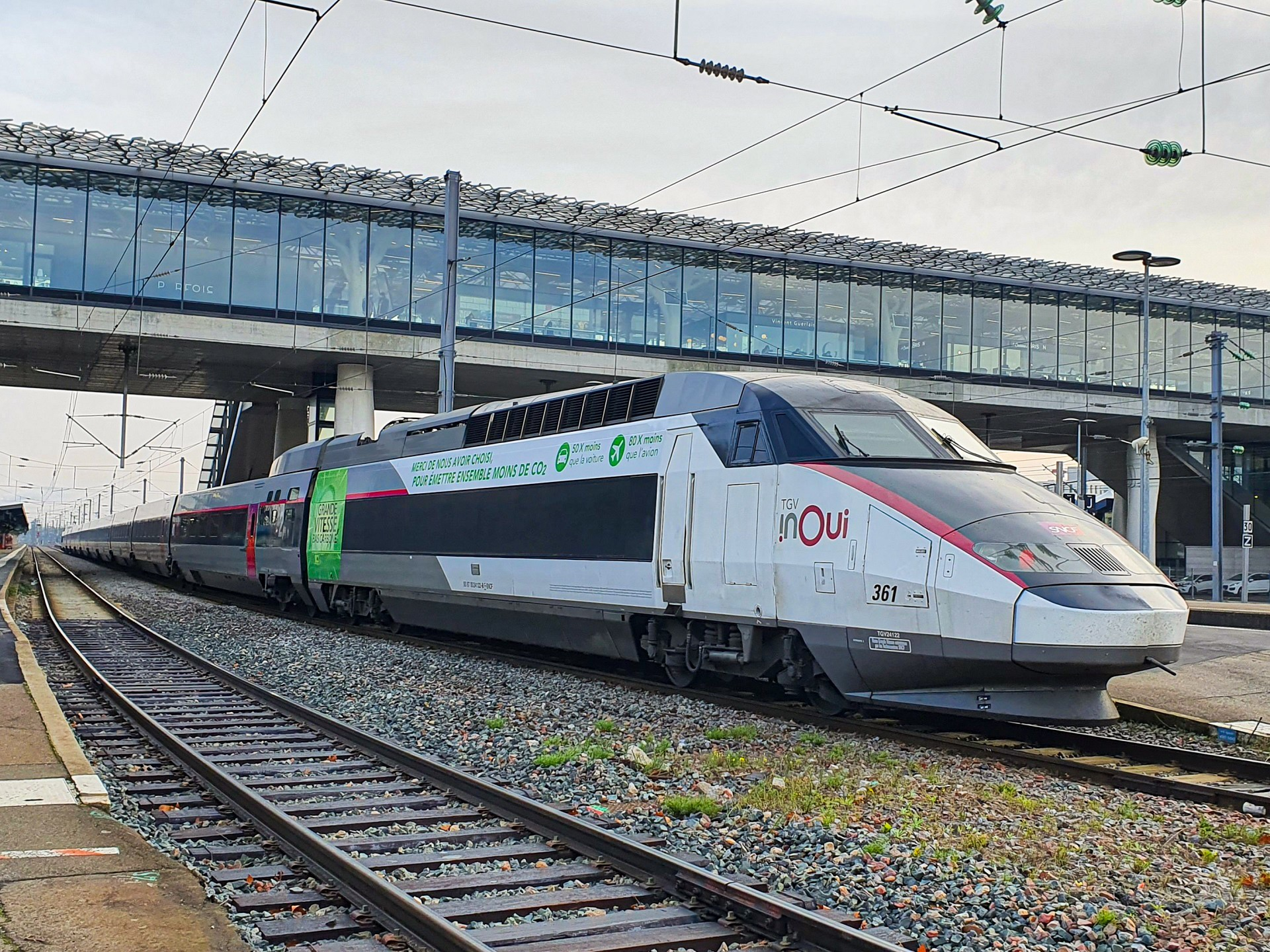
Une rame TGV Atlantique sous la nouvelle mezzanine de la gare de Nantes.

La gare de Nantes est, avec près de 13 millions de voyageurs en 2019, la première gare du département et la sixième gare de France hors Île-de-France. Reliée par train direct à la plupart des grandes métropoles françaises (TGV inOui, Ouigo et Ouigo Train classique vers Paris, TGV inOui vers Lille, Strasbourg, Lyon, Marseille et Montpellier, Intercités vers Lyon et Bordeaux ...), elle est également au centre du réseau TER Pays de la Loire (ou Aléop en TER), avec des fréquences élevées vers Angers, Le Mans, Saint-Nazaire et Rennes. Les lignes de Nantes à Châteaubriant et de Nantes à Clisson, localement qualifiées de tram-train, assurent une desserte périurbaine dense grâce à l'utilisation d'un matériel roulant léger.
Les autres gares de voyageurs importantes sont celles d'Ancenis, Saint-Nazaire et Gare de Clisson, avec une fréquentation annuelle entre 900 000 et 1 000 000 voyageurs, puis Savenay, La Baule-Escoublac et Nort-sur-Erdre avec une fréquentation annuelle supérieure à 300 000 voyageurs en 2019.
La principale ligne de chemin de fer du département est la ligne de Tours à Saint-Nazaire, qui, parcourue à partir d'Angers par un dense trafic de trains à grande vitesse, trains TER semi-directs et trains TER omnibus, est proche de la saturation entre Angers et Nantes. La ligne de Saint-Nazaire au Croisic la prolonge vers les stations balnéaires de la côte d'Amour, tandis que la ligne de Savenay à Landerneau relie la Loire-Atlantique à Rennes et au sud de la Bretagne. La ligne de Nantes-Orléans à Saintes relie le département à Bordeaux et au sud-ouest, mais son trafic vers ces régions est devenu faible comparé à celui desservant la grande couronne nantaise et la Vendée. La ligne de Nantes à Châteaubriant, la ligne de Nantes à Saint-Gilles-Croix-de-Vie et son embranchement de Sainte-Pazanne à Pornic n'accueillent qu'un trafic régional, dense grâce à la périurbanisation nantaise pour la première, à forte saisonnalité en raison du tourisme balnéaire pour les deux dernières.
Le trafic ferroviaire de fret a principalement pour origine ou destination le Grand port maritime de Nantes-Saint-Nazaire et les activités industrielles qui l'entourent.

## Transport maritime
Le grand port maritime de Nantes-Saint-Nazaire s'étend sur les rives de la Loire entre les deux villes. Quatrième port de France, son trafic est notamment orienté vers l'importation d'hydrocarbures.

## Transport fluvial
Bien que navigable (classe II CEMT), la Loire n'accueille plus qu'un faible trafic en amont de Nantes. Le canal de Nantes à Brest n'accueille plus de navigation commerciale (classe 0) mais attire les plaisanciers.

## Transport aérien

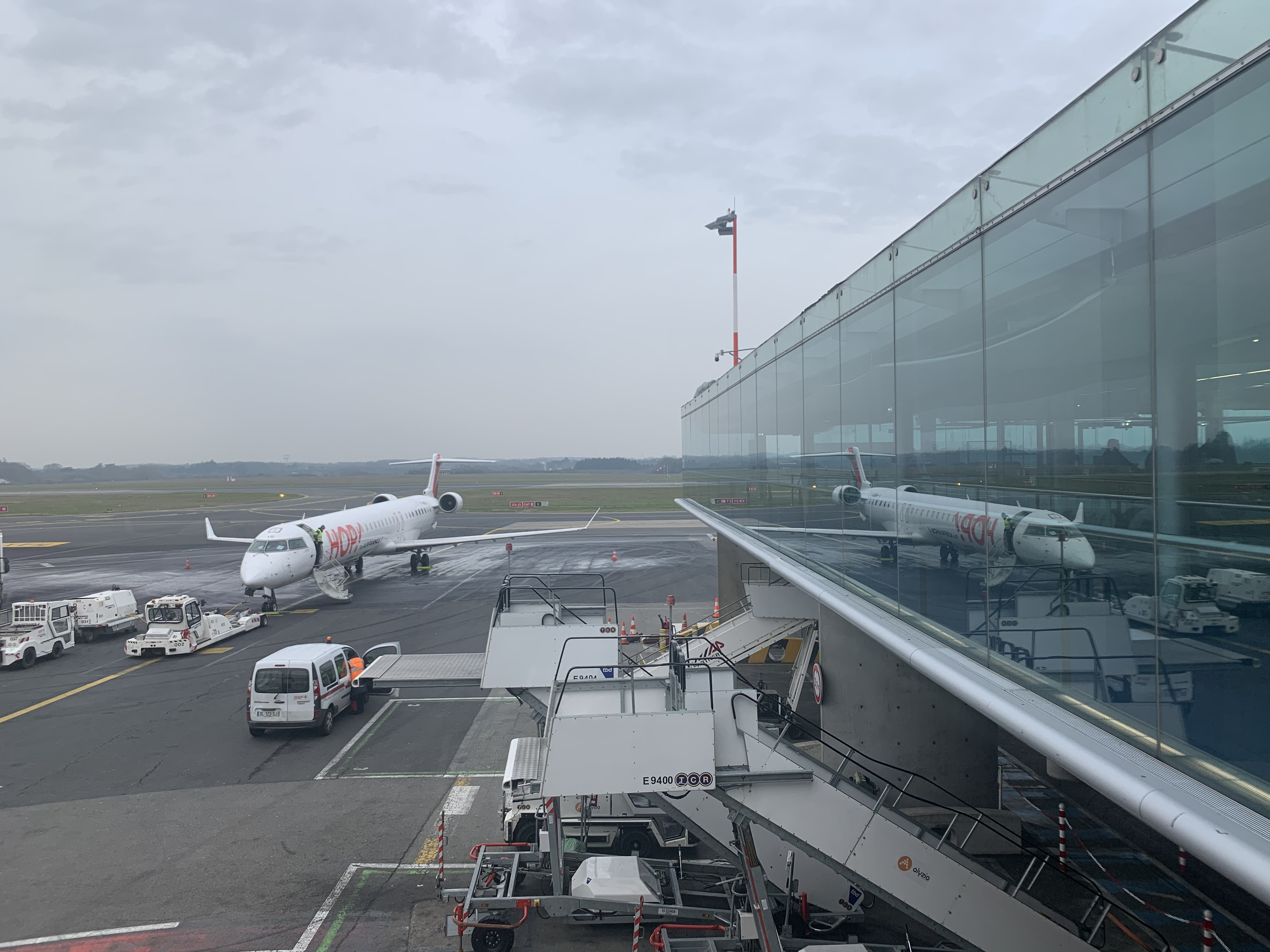
Le tarmac de l'aéroport de Nantes-Atlantique.

L'aéroport de Nantes-Atlantique est l'un des plus importants de l'Ouest de la France, relié par des vols réguliers à des dizaines de destinations en France, en Europe et hors d'Europe. Contraint dans son développement et source de nuisances en raison de sa proximité de zones habitées, cet aéroport devait être remplacé par le projet d'aéroport du Grand Ouest dans la commune de Notre-Dame-des-Landes, mais ce dernier a été abandonné en 2018 à la suite d'une mobilisation citoyenne et politique inédite.
L'aéroport de Saint-Nazaire - Montoir n'accueille quant à lui qu'un trafic modeste.
Des aérodromes sont présents à Ancenis et La Baule-Escoublac.

## Transports en commun urbains et périurbains

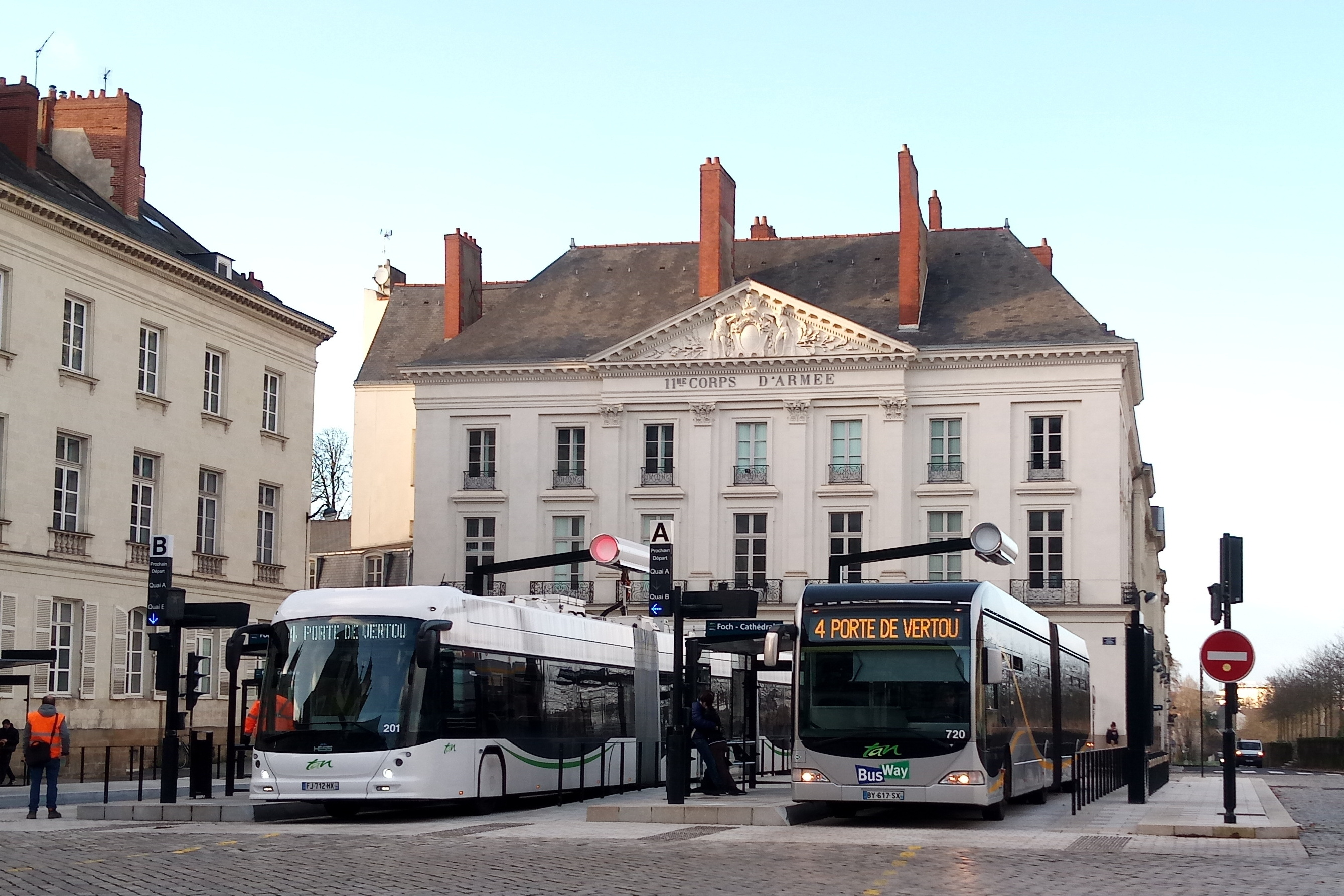
Le busway de Nantes.

Nantes Métropole, la Communauté d'agglomération de la Région Nazairienne et de l'Estuaire (CARENE), le Syndicat mixte des transports collectifs routiers de la presqu'île de Guérande Atlantique, Clisson Sèvre et Maine Agglo, Redon Agglomération, Pornic Agglo Pays de Retz, la Communauté de communes du Sud Estuaire et la Communauté de communes Châteaubriant-Derval sont autorités organisatrices de la mobilité sur leur territoire et organisent des services de transport dans leur ressort territorial.
Le tramway de Nantes a été en 1985 le premier réseau de tramway recréé en France après que ce mode de transport ait presque disparu dans le pays dans les années 1960 et 1970. Un important réseau de tramway avait déjà desservi Nantes de 1879 à 1958. Aujourd'hui, le réseau des Transports en commun de l'agglomération nantaise (TAN) est constitué de 3 lignes de tramway, de 2 lignes de Busway (bus à haut niveau de service), de 8 lignes Chronobus, de 49 lignes de bus régulières, de 4 lignes nocturnes Luciole, de 4 services de transport à la demande, de lignes et circuits scolaires, et de 3 lignes Navibus (liaisons fluviales).
Les réseaux Ycéo (Saint-Nazaire) et Lila Presqu'île (Guérande) assurent une desserte fréquente sur leurs lignes principales. Depuis 2012, Saint-Nazaire est équipée d'un bus à haut niveau de service baptisé Hélyce.
Les autres réseaux de transport en commun urbain n'assurent qu'une modeste desserte en bus.

## Modes doux
Le département est traversé par plusieurs voies vertes, véloroutes et sentiers de grande randonnée.